# Астафьев, Виктор Петрович
Ви́ктор Петро́вич Аста́фьев (1 мая 1924, Овсянка, Красноярский уезд, Енисейская губерния, РСФСР, СССР — 29 ноября 2001, Красноярск, Красноярский край, Россия) — русский советский писатель, эссеист, драматург, сценарист.
Герой Социалистического Труда (1989), лауреат двух Государственных премий Российской Федерации (1995, 2003 — посмертно), двух Государственных премий СССР (1978, 1991) и Государственной премии РСФСР имени М. Горького (1975), кавалер ордена Ленина (1989). Член Союза писателей СССР. С 1989 по 1991 год — народный депутат СССР. Участник Великой Отечественной войны.

## Биография
Родился 1 мая (по другим сведениям — 2 мая или 22 марта) 1924 года в селе Овсянка Енисейской губернии (ныне Красноярского края) в семье Петра Павловича Астафьева (1901—1979) и Лидии Ильиничны Потылицыной (1902—1931). Был третьим ребёнком в семье, однако две его старшие сестры умерли во младенчестве. Через несколько лет после рождения сына Пётр Астафьев был осуждён за вредительство. 12 июня 1931 года, во время очередной поездки Лидии Ильиничны к мужу, лодка, в которой среди прочих находилась и она, перевернулась. Лидия Ильинична упала в воду, ударилась головой о сплавную бону, зацепилась косой и утонула. Виктору тогда было семь лет. Жил в семье деда и бабушки — Ильи Евграфовича и Екатерины Петровны Потылицыных.
После того как отец Виктора вышел из тюрьмы, и ещё раз женился, он забрал у деда с бабушкой мальчика, и семья переехала в город Игарку Красноярского края. Однако в новой семье отца мальчик не прижился, и когда отец попал в больницу, новая семья отвернулась от Виктора — он оказался в буквальном смысле на улице. Несколько месяцев он жил в заброшенном здании, однако после серьёзного проступка в школе был направлен в детский дом.
В 1941 году Виктор окончил шесть классов и устроился на кирпичный завод коновозчиком. Заработав денег на пароходный билет, выехал из Игарки в Красноярск.
Окончив школу ФЗО и получив специальность составитель поездов, работал на станции Базаиха сцепщиком и составителем, дежурным по станции.
В 1942 году ушёл добровольцем на фронт, хотя как железнодорожник имел бронь. Призван Советским РВК Красноярского края.
Военную (шестимесячную) подготовку получил в 21-м запасном пехотном полку, располагавшемся в лесу в районе Бердска:7—8, и в 22-м Новосибирском[уточнить] автомобильном полку. Весной 1943 года был направлен в действующую армию. Был связистом 92-й тяжёлой гаубичной артиллерийской бригады 17-й артиллерийской дивизии прорыва Резерва Главного Командования (РГК):2, в июле 1943 года — участник прорыва северного фланга на Курской дуге. Выбыл из части 2 февраля 1945 года, затем из эвакогоспиталя (ЭГ) № 5438 через Краснодарский военно-пересыльный пункт (ВПП) 19 февраля 1945 года был направлен в Полтавскую высшую школу штурманов, откуда выбыл 24 февраля 1945 года и переведён в госпиталь Г 378. Выбыл из госпиталя 14 марта 1945 года и прибыл в 15-ю запасную стрелковую дивизию:4—5.
После тяжёлого ранения (контузия) в апреле 1945 года служил во внутренних войсках на Западной Украине во Львове.
Был награждён медалью «За отвагу» (25 ноября 1943 г.), орденом Красной звезды (21 апреля 1944 г.), медалями «За освобождение Варшавы» и «За победу над Германией».

В бою 20.10.43 г. красноармеец Астафьев В. П. четыре раза исправлял телефонную связь с передовым НП. При выполнении задачи, от близкого разрыва бомбы был засыпан землёй. Горя ненавистью к врагу, тов. Астафьев продолжал выполнять задачу и под артиллерийско-миномётным огнём, собрав обрывки кабеля, и вновь восстановил телефонную связь, обеспечив бесперебойную связь с пехотой и её поддержку артиллерийским огнём.
— Из наградного листа на медаль «За отвагу»:2—3
Демобилизовался в 1945 году и уехал в город Чусовой Молотовской области (ныне — Пермский край). В том же году женился на Марии Семёновне Корякиной. До 1951 года, как он отмечал в одном из своих писем в июне 1959 года, «работал литейщиком, грузчиком, плотником, чистил помойки, выгружал вагоны, работал на сплаве»:6. В семье было трое детей: дочери Лидия (родилась и умерла в 1947 году) и Ирина (1948—1987) и сын Андрей (родился в 1950 году).
С 1951 года работал в редакции газеты «Чусовской рабочий», где впервые опубликовал свой рассказ («Гражданский человек»). Писал репортажи, статьи, рассказы. Первая его книга «До будущей весны» вышла в Молотове (ныне — Пермь) в 1953 году.
В 1958 году принят в Союз писателей СССР.
В 1959—1961 годах учился на Высших литературных курсах в Москве.
В 1962 году переехал в Пермь, в 1969 году — в Вологду, а в 1980 году уехал на родину — в Красноярск.
С 1989 по 1991 год был народным депутатом СССР.
В октябре 1990 года подписал «Римское обращение» участников конференции «Национальные вопросы в СССР: Обновление или гражданская война?».
5 октября 1993 года подпись Астафьева появилась в «Письме 42-х» в поддержку силового разгона съезда народных депутатов и Верховного Совета России. По утверждению поэта Юрия Кублановского, Астафьев заявлял, что его подпись поставили без спроса.
В апреле 2001 года у Астафьева случился инсульт. Осенью его самочувствие резко ухудшилось, и он снова оказался в больнице. Врачи диагностировали у него нарушение мозгового кровообращения, но по его просьбе отпустили домой. Скончался 29 ноября 2001 года. Похоронен на кладбище в деревне Овсянка под Красноярском.

## Семья
Жена — Мария Семёновна Астафьева-Корякина (1920—2011), медсестра, советская и российская писательница.
В браке родилось трое детей. Первая дочь Лидия (1947) умерла младенцем. Вторая дочь Ирина (1948—1987) скончалась в Вологде, похоронена на кладбище в Овсянке. Астафьевы забрали к себе маленьких внуков Виктора (род. 1976) и Полину (род. 1983).
У Астафьева было также две внебрачные дочери — Анастасия (род. 1975; ее мать — писатель и журналист Нина Веселова), которая также стала писателем и Виталия (род. 1984; ее мать — Клавдия Ивановна Белякова, медсестра), врач.

## Творчество
Важные темы творчества Астафьева — военная-патриотическая и деревенская. Одним из первых его произведений было написанное в школе сочинение, в будущем превращённое писателем в рассказ «Васюткино озеро». Первые рассказы автора были опубликованы в газете «Чусовской рабочий». Ранние повести Астафьева «Стародуб», «Звездопад» и «Перевал» вызвали внимание критики: Эдварда Кузьмина в журнале «Новый мир» отмечала, что им свойственны «суровая, корявая шершавость звучания, неприглаженность, необструганность деталей и образов», «живое чувство слова, свежесть восприятия, зоркий глаз».
Стиль повествования Астафьева передаёт взгляд на войну простого солдата или младшего офицера. В своих произведениях он создал литературный образ простого рабочего-воина — обезличенного Ваньки-взводного, на котором держится вся армия и на которого в итоге «вешают всех собак» и списывают все грехи, которого обходят награды, зато в обилии достаются наказания. Этот наполовину автобиографичный, наполовину собирательный образ фронтовика-окопника, живущего одной жизнью со своими боевыми товарищами и привыкшего спокойно смотреть в глаза смерти, Астафьев во многом списал с самого себя и со своих фронтовых друзей, противопоставив его тыловикам-приживальщикам, которые в больших количествах обитали на протяжении всей войны в сравнительно безопасной прифронтовой зоне и к которым писатель до конца дней испытывал глубочайшее презрение.
Суровое, на грани подцензурного, изображение горьких и неприглядных сторон жизни свойственно и произведениям Астафьева из мирной жизни. Одним из первых он упомянул в печати (в «Краже», «Последнем поклоне») о «голодном 1933 годе», писал о подростковой жестокости, криминализованности советского общества как в довоенное время, так и при «развитом социализме», о наличии в нём обширного маргинального слоя, прозябавшего в темноте, насилии и саморазрушении, о неустоявшейся культуре и мелочности жизненных целей «городских», «выучившихся». В повести «Царь-рыба» (рассказ «Не хватает сердца») автор пишет про покорение Сибири XX века, в произведении описывается быт заключённых в исправительно-трудовых лагерях, жестокое обращение начальника стройки с людьми.
Виктор Астафьев не боялся упоминать о произведениях Александра Солженицына. В частности, автор писал про «Раковый корпус» и «В круге первом».

Я считаю унизительным для себя, бывшего солдата и русского писателя, читать под одеялом, критиковать власти бабе на ушко, показывать фигушки в кармане, поэтому не пользуюсь никакими «Ну, а…», даже радио по ночам не слушаю.— «Не хватает сердца»(1990)
Большинство лирико-автобиографических рассказов (о сибирской деревне 1930-х годов), написанных Астафьевым для детей и подростков, вошли в сборник «Последний поклон».
Книги Астафьева за их живой литературный язык и реалистичное изображение военного и деревенского быта были популярны в СССР и за рубежом и переведены на многие языки мира.

### Романы
- «Тают снега» (1958);
- «Печальный детектив» (1986)
- «Прокляты и убиты» (1995)[19][20][21].

### Повести
- «Перевал» (1958);
- «Стародуб» (1960);
- «Звездопад» (1960—1973);
- «Кража» (1966);
- «Где-то гремит война» (1967);
- «Последний поклон» (1968—1993; цикл автобиографических повестей);
- «Царь-рыба» (1976)[22];
- «Так хочется жить» (1995);
- «Обертон» (1995—1996);
- «Из тихого света» (1961, 1975, 1992, 1997);
- «Весёлый солдат» (1998);
- «Пролётный гусь» (2000)
- Австафьев В. П. Дядя Кузя, куриный начальник : Для младшего школьного возраста : повесть. — Пермь : Пермское книжное издательство, 1969. — 51 с. : илл. — 75 000 экз.

### Рассказы
- «Ангел-хранитель»
- «Бабушка с малиной»
- «Бабушкин праздник»
- «Белогрудка»
- «Васюткино озеро»
- «Гирманча находит друзей»
- «Гуси в полынье»
- «Деревья растут для всех»
- «Запах сена»
- «Зачем я убил коростеля?»
- «Злодейка»
- «Зорькина песня»
- «Капалуха»
- «Конь с розовой гривой»
- «Мальчик в белой рубахе»
- «Монах в новых штанах»
- «Ночь темная-темная»
- «Осенние грусти и радости»
- «Песнопевица»
- «Стрижонок Скрип»
- «Фотография, на которой меня нет»

### Современная пастораль
- «Пастух и пастушка» (1967—1971—1989);

### Пьесы
- «Прости меня» (1980).

## Экранизации
- 1977 — «Сюда не залетали чайки», реж. Булат Мансуров
- 1979 — «Таёжная повесть», реж. Владимир Фетин
- 1981 — «Звездопад», реж. Игорь Таланкин
- 1983 — «Дважды рождённый», реж. Аркадий Сиренко, также автор сценария
- 1983 — «Ненаглядный мой», реж. Артур Войтецкий, также автор сценария
- 1986 — «Где-то гремит война», реж. Артур Войтецкий, также автор сценария

## Собрания сочинений
- Собрание сочинений: в 4 т. — М.: Молодая гвардия, 1979—1981;
- Собрание сочинений: в 6 т. — М.: Молодая гвардия, 1991—1992 (Вышли в открытый доступ 1-3 тома);
- Собрание сочинений: В 15 т. / Вступ. ст. и коммент. авт. — Красноярск: Офсет, 1997—1998.

1. До будущей весны: [Рассказы]. — Молотов: Молот. кн. изд-во, 1953. — 152 с.: ил.
2. Огоньки. — Молотов: Молот. кн. изд-во, 1955. — 98 с.
3. Васюткино озеро. — Молотов, 1956. — 48 с.
4. Дядя Кузя, куры, лиса и кот. — Пермь, 1957. — 32 с.
5. Тают снега: Роман. — Пермь: Кн. изд-во, 1958. — 307 с.: ил.
6. Тёплый дождь. — М.: Детгиз, 1958. — 96 с.
7. Перевал: Повесть / Ил. В. Жабский. — Свердловск: Кн. изд-во, 1959. — 135 с.: ил.
8. Сибиряк. — Пермь: Кн. изд-во, 1959—1960. — 26 с.
9. Стародуб: Повесть и рассказы / Ил. А. Н. Тумбасова. — Пермь: Кн. изд-во, 1960. — 178 с., 1 л. ил.
10. Зорькина песня: Рассказы. — Пермь, 1960. — 116 с.
11. Кровь человеческая.— Свердловск, 1960. — 24 с.
12. Тёплый дождь. — М.: Детгиз, 1960. — 96 с.
13. Дикий лук. — Пермь, 1961. — 40 с.
14. Рассказ о любви.— Пермь: Кн. изд-во, 1961. — 58 с.
15. Солдат и мать: Повесть и рассказы. — М.: Советская Россия, 1961. — 104 с.: ил. — (Корот. повести и рассказы).
16. Дядя Кузя — куриный начальник. — М.: Детгиз, 1961. — 64 с.
17. Васюткино озеро. — М.: Детгиз, 1962. — 96 с.
18. Звездопад: Повести. — М.: Молодая гвардия, 1962. — 336 с.
19. След человека. — Свердловск: Кн. изд-во, 1962. — 208 с.
20. Тают снега. — Пермь: Кн. изд-во, 1962. — 326 с.
21. Гуси в полынье. — Пермь, 1963. — 16 с.
22. Помню тебя, Любовь. — Пермь: Кн. изд-во, 1963. — 150 с.
23. Весенний остров: Рассказы. — Пермь: Кн. изд-во, 1964. — 264 с.
24. Конь с розовой гривой: Рассказы. — М.: Правда, 1964. — 48 с.
25. Конь с розовой гривой: Рассказы. — Свердловск, 1965. — 184 с.
26. Поросли окопы травой. — М.: Советская Россия, 1965. — 174 с.:
27. Стрижонок Скрип. — М.: Детская литература, 1965.— 16 с.
28. Конь с розовой гривой: Рассказы. — Воронеж: Центрально-Чернозёмное книжное издательство, 1968. — 200 с.
29. Кража: Повесть / [Ил.: А. и В. Мотовиловы]. — Пермь: Кн. изд-во, 1970. — 318 с
30. Кража. Где-то гремит война. — М.: Молодая гвардия, 1968. — 368 с.
31. Последний поклон. — Пермь: Кн. изд-во, 1968. — 260 с.
32. Синие сумерки. — М.: Сов. писатель, 1968. — 416 с.
33. Ясным ли днём. — М.: Правда, 1972. — 64 с.
34. Дядя Кузя — куриный начальник. — Пермь, 1969. — 52 с.
35. Повести. — М.: Сов. Россия, 1969. — 528 с.
36. Кража: Повесть / [Ил.: А. и В. Мотовиловы]. Пермь: Кн. изд-во, 1970. — 318 с.
37. Конь с розовой гривой: Рассказы. — М.: Детская литература, 1970. — 192 с.
38. Затеси: Книга коротких рассказов / Ил. Ю. В. Петрова. — М.: Советский писатель, 1972. — 238 с.
39. Излучина: Рассказы / Илл. Б. Алимов. — М.: Современник, 1972. — 368 с.: ил.
40. Повести о моём современнике / Послесл. А. Ланщикова; Илл. Б. Косульникова. — М.: Молодая гвардия, 1972. — 669 с.: ил.
41. Повести о моём современнике / Послесл. А. Ланщикова; Илл. Б. Косульникова. — М.: Молодая гвардия, 1972. — 669 с.: ил.
42. Ясным ли днём: Повести и рассказы / Вступ. ст. А. Михайлова. — Вологда: Сев.-Зап. кн. изд-во, 1972. — 256 с., 1 л. портр.
43. Дядя Кузя — куриный начальник. — М.: Детская литература, 1972. — 64 с.
44. Конь с розовой гривой: Рассказы. — М.: Детская литература, 1972. — 192 с.
45. Тревожный сон. — М., 1972. — 92 с. (Б-чка журнала «Пограничник»)
46. Пастух и пастушка: Современная пастораль / Худ. В. Кадочников. — Пермь: Кн. изд-во, 1973. — 149 с.: ил.
47. Избранное: [Повести]. — Красноярск: Кн. изд-во, 1974. — 758 с.: ил.
48. Перевал; Последний поклон; Кража; Пастух и пастушка: Повести. — Красноярск: Кн. изд-во, 1974. — 753 с.: ил.
49. Стрижонок Скрип. — М.: Детская литература, 1974.— 32 с.
50. Где-то гремит война: Повести и рассказы. — М.: Современник, 1975. — 624 с: ил.
51. Перевал: Повесть. — М.: Советская Россия, 1975. — 135 с.
52. Конь с розовой гривой: Рассказы. — М.: Детская литература, 1975. — 192 с.
53. Повести. — М.: Художественная литература, 1976. — 445 с,: ил., 1 л.портр.
54. Мальчик в белой рубахе: Повести. — М.: Молодая гвардия, 1977. — 591 с.
55. Повести / Предисл. С. Залыгина. — М.: Советская Россия, 1977. — 560 с., 1 л. портр.
56. Повести; Рассказы; Затеси. — Пермь: Кн. изд-во, 1977. — 463 с.: ил.
57. Последний поклон: Повесть / Илл. Ю. Боярский. — М.: Современник, 1978. — 639 с.: ил.
58. Царь-рыба: Повествование в рассказах / Худож. В. Бахтин. — Красноярск: Кн. изд-во, 1978. — 408 с.: ил.
59. Белогрудка. — М.: Советская Россия, 1978. — 16 с.
60. Царь-рыба: Повествование в рассказах. — М.: Сов. писатель, 1980. — 400 с.
61. Последний поклон: Повесть. — Красноярск: Кн. изд-во, 1981. — 547 с.
62. Затеси: Миниатюры: Корот. рассказы / От авт., с. 5—10; Худож. В. М. Харламов. — Красноярск: Кн. изд-во, 1982. — 326 с.
63. Дядя Кузя — куриный начальник. — М.: Детская литература, 1981. — 64 с.
64. Конь с розовой гривой: Рассказы. — Воронеж, 1981. — 82 с.
65. Бабушкин праздник. — М.: Советская Россия, 1982. — 48 с.
66. В тайге, у Енисея. — М.: Малыш, 1982. — 96 с.
67. Последний поклон: Повесть; Рассказы / Послесл. А. Хватова; Худож. Б. Непомнящий. — Л.: Лениздат, 1982. — 702 с.: ил., 1 л. портр.
68. Последний поклон: Повесть; — М.: Известия, 1982. — 636 с.
69. Царь-рыба: Повествования в рассказах / Худ. В. Гальдяев. — М.: Современник, 1982. — 384 с.: ил.
70. Стародуб.— М.: Детская литература, 1982. — 64 с.
71. Стрижонок Скрип. — М.: Детская литература, 1982. — 32 с.
72. Стрижонок Скрип. — М.: Малыш, 1982. — 22 с.
73. Ясным ли днём. — Иркутск, 1982. — 48 с.
74. Кража.— Красноярск, 1983. — 246 с.
75. Весенний остров. — М.: Малыш, 1983. — 18 с.
76. Зорькина песня. — М.: Малыш, 1983. — 10 с.
77. Последний поклон: Повесть. — М.: Детская литература, 1983. — 288 с.
78. Царь-рыба: Повествование в рассказах / Худ. В. Гальдяев. — М.: Современник, 1983. — 384 с.: ил.
79. Звездопад: Повесть. — М.: Современник, 1984. — 80 с.
80. На далёкой северной вершине: Повести; Рассказы / Худ. Г. Краснов. — Красноярск: Кн. изд-во, 1984. — 455 с.: ил.; 100 000 экз.
81. Повести. — М.: Художественная литература, 1984. — 680 с., 1 л. портр.
82. Повести и рассказы. — М.: Советский писатель, 1984. — 688 с., портр.
83. Рассказы / Худ. Ю. Алексеева. — М.: Советская Россия, 1984. — 577 с.: ил.
84. Царь-рыба: Повествование в рассказах / Худ. В. Гальдяев. — М.: Современник, 1984. — 384 с.: ил.
85. Конь с розовой гривой: Рассказы. — М.: Детская литература, 1984. — 208 с.
86. Где-то гремит война: Повести и рассказы. — Баку: Азериешр, 1985. — 470 с.
87. Последний поклон: Повесть / Худ. Ю. Алексеева. — М.: Современник, 1985. — 543 с.: ил.
88. Всему свой час. — М.: Молодая гвардия, 1985. — 254 с., ил., фотогр. — (Писатель — молодёжь — жизнь).
89. Белогрудка: Рассказы. — М.: Детская литература, 1985. — 128 с.
90. Капалуха. — М.: Малыш, 1985. — 10 с.
91. Военные страницы: Повести и рассказы / Худож. Г. Метченко. — М.: Молодая гвардия, 1986, 1987. — 460 с.: ил.
92. Где-то гремит война: Повести и рассказы. — Рига: Лиесма, 1986. — 349 с.: ил.
93. Жизнь прожить: Роман, рассказы. — М.: Современник, 1986. — 317 с., 1 л. портр.
94. Военные страницы: Повести и рассказы / Худ. Г. Метченко. — М.: Молодая гвардия, 1986. — 462 с.: ил.
95. В тайге, у Енисея. — М.: Малыш, 1986. — 96 с.
96. Царь-рыба: Повествование в рассказах. — Минск: Нар. асвета, 1987. — 367 с.
97. Печальный детектив. — М.: Правда, 1986. — Кн. 1. — 64 с.; Кн. 2. — 48 с. — (Библиотека «Огонёк»)
98. Царь-рыба: Повествование в рассказах. — Петрозаводск: Карелия, 1986. — 368 с.
99. «Царь-рыба». Повести. — Хабаровск, 1986. — 576 с.
100. Где-то гремит война. — М.: Современник, 1987. — 64 с.
101. Военные страницы: Повести и рассказы / Худож. Г. Метченко. — М.: Молодая гвардия, 1987. — 462 с.: ил.
102. Васюткино озеро. — Кишинёв, 1987. — 64 с.
103. Печальный детектив. — М., 1987. — 80 с. — (Б-чка журнала «Советская милиция»).
104. Печальный детектив. — М.: Художественная литература, 1987. — 66 с. — (Роман-газета).
105. Где-то гремит война: Повести, рассказы / Вступ. ст. Н. Н. Яновского. — Воронеж: Центрально-Чернозёмное книжное издательство, 1988. — 480 с.
106. Зрячий посох / Худож. Н. Абакумов. — М.: Современник, 1988. — 588[2] с.: ил.
107. Капалуха. — М.: Малыш, 1988. — 8 с.
108. Падение листа. — М.: Советский писатель, 1988. — 512 с.
109. Перевал. Кража. — М.: Детская литература, 1988. — 302 с.
110. Печальный детектив: Повести, роман, рассказы / [Худож. И. Кырму]. — Кишинёв: Лит. артистикэ, 1988. — 671 с.: ил.
111. Царь-рыба: Повествование в рассказах / [Вступ. ст. Н. Н. Яновского; Худож. В. А. Авдеев]. — Новосибирск: Кн. изд-во, 1988. — 381,[2] с., [3] л. ил.
112. Царь-рыба. — Симферополь: Таврия, 1989. — 384 с.
113. Где лето с зимою встречаются. — М.: Малыш, 1989. — 96 с.
114. Последний поклон: Повесть. — М.: Детская литература, 1989. — 352 с.
115. Кража; Зрячий посох: Повести / Худож. Ю. М. Павлов. — Кемерово: Кн. изд-во, 1989. — 479 с.: ил.; 50 000 экз.
116. Пастух и пастушка / Худож. Ю. Ф. Алексеева. — М.: Советская Россия, 1989. — 604[2] с., 1 л. портр.: ил.
117. Печальный детектив: Роман, рассказы, новеллы, очерк / Худож. Е. А. Галеркина. — Л.: Лениздат, 1989. — 366[1] с.: ил.
118. Последний поклон: Повесть. — М.: Молодая гвардия, 1989. — Т. 1—2. — T. I, кн. 1, 2. — 1989. — 333 с.: ил. — Т. 2, кн. 2 (продолж.), 3. — 1989. — 430 с.: ил.
119. Царь-рыба. — Иркутск: Вост.-Сиб. кн. изд-во, 1989. — 368 с., [1] л. портр.
120. Ясным ли днём: Сборник / Худож. Ю. Ф. Алексеева. — М.: Советская Россия, 1989. — 668[2] с., [1] л. портр.
121. Гуси в полынье. — М.: Малыш, 1990. — 24 с.
122. Кража. Последний поклон. — М.: Просвещение, 1990. — 448 с.
123. Пастух и пастушка. — Иркутск, 1990. — 480 с.
124. Звездопад: Повести. — Кемерово: Современник. Сиб. отд-ние, 1990. — 554[2] с.
125. Стародуб: Повести / Худож. Е. Яковлев. — Кемерово: Современник; Сиб. отд-ние, 1990. — 544 с.
126. Улыбка волчицы. — М.: Кн. палата, 1990. — 378 с.
127. Конь с розовой гривой: Рассказы. — М.: Детская литература, 1990. — 142 с.
128. Мною рождённый: Роман; Повести; Рассказы. — М.: Художественная литература, 1991. — 606 с.
129. Печальный детектив: Роман; Зрячий посох: Повесть [Вступ. ст. Л. Вуколова, с. 5—22]. — М.: Профиздат, 1991. — 412[2| с.
130. Тихая птица: Роман, повести, рассказы, очерк / Послесл. авт., с. 673—684. — М.: Советский писатель, 1991. — 683 с.: ил.
131. Царь-рыба: Повествование в рассказах. — Изд. доп. — Предислов. авт. — Худож. С. Андреев. — Иркутск: Красноярский редакционно-издательский центр «Гротеск», 1993. — 384 с.; ил. — 100 000 экз. [К 70-летию В. П. Астафьева]
132. Пир после Победы: Повести и рассказы: / Худож. И. Бабаянц. — М.: Воениздат, 1993. — 509 с.: ил.
133. Проза войны: В 2 т. — Иркутск: Литера, 1993. — Т. 1—2.
  1. Проза войны: В 2 т. — Т. 1. — Иркутск: Литера, 1993. — 568 с.: ил.
  2. Проза войны: В 2 т. — Т. 2. — Иркутск: Литера, 1993. — 526 с.: ил.
134. Прокляты и убиты: Роман: В 2 кн. — Хабаровск: Риотип; М.: Вече, 1993—1995. — Кн. 1—2.
  1. Прокляты и убиты: Роман: В 2 кн: Кн. 1: Чёртова яма . — Хабаровск: Риотип, 1993. — 493 с.
  2. Прокляты и убиты: Роман: В 2 кн: Кн. 2: Плацдарм. — М.: Вече, 1995. — 479 с.
135. Царь-рыба: Повествование в рассказах / Ред. Т. Вичирко; Предисл. авт.; Худож. С. Андреев. — Изд. доп. — Красноярск: РИЦ Гротеск, 1993. — 383 с.: ил.
136. Последний поклон: Повесть: В 2 т. / Ред.: Л. А. Винская, В. А. Майстренко; Предисл. авт.; Худож. А. Шедченко. — Изд. доп. и испр. — Красноярск: Благовест, 1994. — Т. 1. — 382 с.: ил.; Т. 2. — 432 с.: ил.
137. Прокляты и убиты: Роман. — М.: Вече, 1994. — 512 с. — (Роман-газета).
138. Русский алмаз: Рассказы; Затеси / Худож. В. Я. Мирошниченко. — М.: Искусство, 1994. — 347 с.: цв. ил.
139. Кража: Повести и рассказы. — Минск: Юнацтва, 1995. — 334 с.
140. Так хочется жить: Повести и рассказы / Худож. Е. М. Медведевских. — Курган: Зауралье, 1995. — 509 с.: ил.
141. Так хочется жить: Повесть и рассказы / Худож. Д. А. Аникеев. — М.: Книжная палата, 1996. — 444 с.: ил.
142. Обертон: Повести. — М.:: Вагриус, 1998. — 541 с.
143. Избранное. — М.: Терра, 1999. — 640 с.
144. Пролётный гусь. — 2001.
145. Жестокие романсы. — М.: Эксмо, 2002. — 864 с.
146. Царь-рыба. — М.: Детская литература, 2003. — 432 с.
147. Светопреставление. — М.: Эксмо, 2003. — 800 с.
148. «Печальный детектив». Избранное. М.: Эксмо. — 832 с.
149. Весёлый солдат. — М.: Лимбус пресс, 2003. — 358 с.
150. Светопреставление. — М.: Эксмо, 2004. — 800 с.
151. Царь-рыба. — М.: Эксмо, 2006. — 512 с.
152. «Печальный детектив». Избранное. — М.: Эксмо, 2006.
153. Тревожный сон: Рассказы. — М.: Эксмо, 2006.
154. Пастух и пастушка: Повести. — М.: Эксмо, 2006.
155. Царь-рыба. — М.: Издатель Сапронов, 2007. — 360 с.
156. Рассказы. М.: Дрофа плюс, 2008. — (Серия: Школьное чтение) — 176 с.
157. «Царь-рыба». Повести. Рассказы. — М.: Эксмо, 2008. — 800 с. — (Серия: Библиотека всемирной литературы).
158. Затеси. — М.: Эксмо, 2008. — 720 с. — (Серия: Русская классика XX века).
159. Прокляты и убиты. — М.: Эксмо, 2009. — (Серия: Русская классика). — 800 с.
160. Нет мне ответа… — М.: Издатель Сапронов, 2009. — 752 с.
161. Повести. Рассказы. — М.: Дрофа, 2009. — 509 с. — (Серия: Библиотека отечественной классики).
162. Ловля пескарей в Грузии: повесть, рассказы. — М.: Эксмо, 2010.
163. Последний поклон. — М.: Эксмо, 2010. — 800 с. — (Серия: Русская классика).
164. Прокляты и убиты. — М.: Эксмо, 2010. — 832 с. — (Серия: Библиотека всемирной литературы).
165. Конь с розовой гривой. — М.: Детская литература, 2010. — 265 с. — (Серия: Школьная библиотека).
166. Царь-рыба / Худож. О. Ю. Михайлов. — М.: Вита Нова, 2013. — 624 с. — (Серия: Рукописи страниц).

## Полемика с Н. Эйдельманом
В 1986 году Астафьев вступил в острую переписку с историком и литературоведом Натаном Эйдельманом, которая в 1990 году была опубликована в журнале «Даугава», а до того распространялась как самиздат. Инициатором этой переписки стал Натан Эйдельман, который обвинил Астафьева в ксенофобии, антисемитизме и расизме. В ответ Астафьев назвал Эйдельмана врагом — своим и русского народа. После того как Эйдельман обнародовал эту переписку, Астафьев получил множество возмущенных писем; многие читатели возвращали писателю его книги.

## Награды
- орден «За заслуги перед Отечеством» II степени (28 апреля 1999) — за выдающийся вклад в развитие отечественной литературы[26]
- орден Дружбы Народов (25 апреля 1994) — за большой вклад в развитие отечественной литературы, укрепление межнациональных культурных связей и плодотворную общественную деятельность[27]
- Герой Социалистического Труда (Указ Президиума Верховного Совета СССР от 21 августа 1989, орден Ленина и медаль «Серп и Молот») — за большие заслуги в развитии советской литературы и плодотворную общественную деятельность
- орден Отечественной войны I степени (1985) — как участник Великой Отечественной войны, имеющий боевые награды.
- орден Трудового Красного Знамени (1971[28], 1974[29], 1984[30])
- орден Дружбы народов (1981) — к юбилею Союза писателей СССР
- медаль «За победу над Германией в Великой Отечественной войне 1941—1945 гг.»
- медаль «За освобождение Варшавы» (1945)
- орден Красной Звезды (21.04.1944)
- медаль «За отвагу» (25.11.1943)[31]

## Премии
- Государственная премия СССР (1978) — за книгу «Царь-рыба»[32]
- Государственная премия СССР (1991) — за роман «Зрячий посох» (1988)
- Государственная премия РСФСР имени М. Горького (1975) — за повести «Перевал» (1959), «Кража» (1966), «Последний поклон» (1968), «Пастух и пастушка» (1971)
- Государственная премия Российской Федерации (1995) — за роман «Прокляты и убиты»[19]
- Пушкинская премия фонда Альфреда Тепфера (ФРГ; 1997)
- Государственная премия Российской Федерации (2003 — посмертно)[33]
- Премия Александра Солженицына (2009 — посмертно)
- Премия «Триумф».
- Премия журнала «Огонёк» за 1964 год[34].

## Память
- На родине писателя, в селе Овсянка, работает Библиотека-музей В. П. Астафьева, в 1994 году построенная по инициативе и при активном участии Виктора Петровича. Астафьевская библиотека-музей ведёт активную работу по сохранению, исследованию и популяризации наследия выдающегося земляка, сотрудничая с библиотеками, музеями, учебными заведениями, издательствами, журналистами, исследователями, деятелями литературы и искусства.
- 28 марта 2002 года в честь В. П. Астафьева назван астероид 11027 Astaf'ev, открытый в 1986 году советским астрономом Л. И. Черных[35].
- 29 ноября 2002 года был открыт мемориальный дом-музей Астафьева в селе Овсянка. Документы и материалы из личного фонда писателя хранятся и в Государственном архиве Пермской области. Дом-музей Астафьева есть также в Чусовом.
- 30 ноября 2006 года в Красноярске открыт памятник Астафьеву. Скульптор — Игорь Линевич-Яворский.
- Литературный музей в Красноярске носит имя Астафьева.
- В Красноярске на доме 14 микрорайона Академгородок, где писатель жил и работал с 1980 по 2001 год, установлена мемориальная доска.
- В Перми на доме 84 по улице Ленина, где писатель жил и работал в 1960-х годах, в Вологде на улице Ленинградской, где жил Астафьев, на здании железнодорожного вокзала города Чусового установлены мемориальные доски.
- Недалеко от трассы, ведущей из Красноярска в Дивногорск, расположен памятник, представляющий собой огромного осетра, рвущего сети, — рыбу, которой посвящён один из самых знаменитых рассказов писателя — «Царь-рыба». Вокруг памятника находится небольшая площадка для отдыха и смотровая площадка с видом на протекающий внизу Енисей и на Овсянку. Автором проекта скульптурной композиции является красноярский предприниматель Евгений Пащенко.

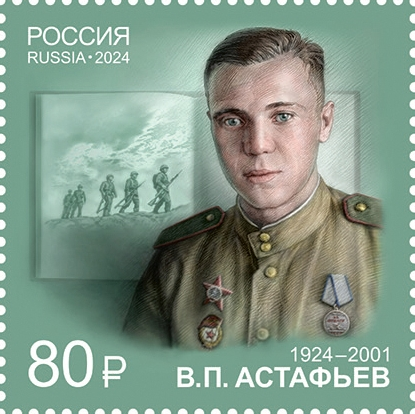
Почтовая марка России, 2024 год

- Именем Астафьева названы школы в Дивногорске, в Игарке, в Железногорске, в посёлке Подтёсово, красноярский лицей № 19 (бывшее ФЗО-1, которое окончил писатель), Красноярский государственный педагогический университет, библиотека в г. Чусовом.
- Имя Астафьева носит танкер (бывший «Ленанефть-2035»):[36].
- В Новосибирске на Затулинском жилмассиве открыта библиотека имени В. П. Астафьева.
- Документальный фильм «Виктор Астафьев» (Ленинградская студия документальных фильмов, 1984, реж. М. Литвяков)[37].
- Документальный фильм «Жизнь на миру» (1992, режиссёр В. Кузнецов)[38].
- Документальный фильм (2010, режиссёр А. Зайцев) «Виктор Астафьев. Весёлый солдат».
- В 2024 году была выпущена почтовая марка из серии «Писатели-фронтовики»[39].

## Кубок Астафьева по футболу
В 1996 году красноярским детско-юношеским футбольным клубом «Октябрьский» был организован турнир, получивший имя Виктора Астафьева. Организаторами соревнований стали президент ДЮФК Владимир Коннов и его заместитель Алексей Чудновец, который предложил писателю прийти и посмотреть на матчи. Позже Чудновец признавался, что приход Астафьева планировалось сделать «самостоятельным призом» для юных футболистов:
— Его приход в спортзал 106-й школы произвёл фурор в рядах юных футболистов, ритм игры ускорился вдвое, дети бились за победу, и один из главных героев матча буквально расплакался от досады, когда близкая победа на последних секундах досталась соперникам. Игра произвела на Виктора Петровича сильное впечатление, он с большим удовольствием вручал призы победителям и терпеливо ставил автографы на свои книги всем выстроившимся в очередь мальчишкам.
Сам писатель рассказывал, что поначалу относился к турниру с недоверием. Тем не менее его мнение кардинально поменялось после посещения одного из матчей:
— Честно, как-то с недоверием я отнёсся к этому турниру. Ну играют маленькие ребята, знают ли они меня? Нужен ли я на таком футболе? Но поддался на Лёшины уговоры, пришёл. И стал свидетелем интереснейшего спектакля. Одна из команд явно сильнее, выигрывает три мяча, но тут более слабые берутся за ум, отыгрывают один, затем второй мяч — за них, более слабых, уже все болеют, и они умудряются победить. Принимают поздравления. А я смотрю: на лавочке сидит мальчишечка из проигравшей команды, причём из лучших игроков, забивших много мячей, и плачет. Да так горько! Я сразу понял: пусть турнир будет. И больше не сомневался. Вот с тех пор был на каждом финале.
Первоначально участниками «Кубка Астафьева» были только школьники из Красноярска, а турнир проводился в спортивном зале школы № 106. С 1999 года соревнования получили статус межрегиональных и переехали в Дворец спорта им. Ярыгина — одно из крупнейших спортивных сооружений Красноярска. С 2005 года «Кубок Астафьева» проводится на стадионах «Юность» и «Рассвет», а его участниками в основном являются воспитанники футбольных школ Красноярского края.
Вплоть до 2000 года посещал все матчи турнира своего имени и вручал призы победителям и лучшим игрокам. Главным призом Кубка была книга писателя, подписанная лично им самим. Также команда-победитель получала кубок с изображением Царь-рыбы — одного из главных персонажей в произведениях Астафьева.
В 2000 году поручил клубу «Октябрьский» обеспечивать ежегодное проведение турнира. В марте 2001 года написал заявление о вступлении в члены ДЮФК, получив членский билет № 1. В настоящее время все документы вместе с трофеем и флагом турнира хранятся в Литературном музее имени Астафьева.